# Em của ngày hôm qua
"Em của ngày hôm qua" là một ca khúc theo điệu R&B được sáng tác và trình bày bởi nghệ sĩ thu âm Sơn Tùng M-TP, được phát hành trực tuyến ngày 15 tháng 12 năm 2013, nhưng được sáng tác hơn một năm trước khi phát hành.
Sau khi phát hành, ca khúc này đã trở thành một hiện tượng của âm nhạc Việt Nam. Video của bài hát trên YouTube trở thành video V-pop trên YouTube nhiều lượt xem với gần 120 triệu lượt xem. Ca khúc này sau đó bị tranh cãi là đạo nhạc do sáng tác dựa trên nền nhạc của "Every Night" do nhóm nhạc EXID trình bày trước đó. Tuy không thu lại Bài hát yêu thích của Sơn Tùng, nhưng ca khúc này đã bị loại bỏ ra khỏi các bảng xếp hạng.
"Em của ngày hôm qua" đã được phục vụ như là đĩa đơn quảng bá từ album tuyển tập đầu tiên của Tùng, m-tp M-TP (2017).

## Bối cảnh sáng tác
Sơn Tùng M-TP chia sẻ với báo Mực Tím rằng ca khúc đã được anh sáng tác ngay sau khi chiến thắng giải chung cuộc tháng tại Bài hát yêu thích tháng 10 năm 2012 cho "Cơn mưa ngang qua", nơi mà anh đã vô ý nghe được một khán giả nói xấu mình sau khi trở về từ sân khấu nhận giải.
"Em của ngày hôm qua" là một ca khúc dance-pop, R&B do Sơn Tùng M-TP sáng tác.
Bài hát được Sơn Tùng M-TP lấy cảm hứng từ phim Hàn Quốc và một mối tình đơn phương của mình năm lớp 12 với một cô bé lớp 11. "Tốt nghiệp xong thì cũng không còn gặp lại [cô bé]" và đó là nguồn cảm hứng cho câu hát "Em đang nơi nào?" trong bài. Bài hát được hát bằng giọng giả thanh và kèm thêm một đoạn rap giữa bài, xoay quanh câu chuyện chia tay giữa anh và một cô gái mà anh cho rằng đã đổi thay cũng như khuyên cô "đừng vội vàng, em hãy là em của ngày hôm qua".

## Tiếp nhận
Chưa đầy một ngày sau khi phát hành, "Em của ngày hôm qua" đã thu hút hơn 300 ngàn lượt nghe trên Zing MP3. Sau ba ngày, ca khúc đạt hơn 1 triệu lượt nghe và 100 triệu lượt nghe sau 3 tháng. Ca khúc đã vươn lên vị trí dẫn đầu bảng xếp hạng bài hát Việt Nam tại trang web 4 tuần liên tiếp.
Ca khúc đã đứng vị trí quán quân bảng xếp hạng Bài hát yêu thích ba tuần liên tiếp từ ngày 7 tháng 2 đến 21 tháng 2 năm 2014 trước khi giành được giải chung cuộc của tháng tại lễ trao giải tổ chức ngày 2 tháng 3.

## Tranh cãi
Từ khi phát hành, khán giả đã phát hiện sự tương đồng trong phần nhạc nền của "Em của ngày hôm qua" với "Every night", một ca khúc đến từ nhóm nhạc Hàn Quốc EXID. Sơn Tùng M-TP sau đó đã gửi thư đến ban tổ chức của chương trình Bài hát yêu thích xác nhận về việc sử dụng nhạc nền có sẵn có nguồn gốc nước ngoài để sáng tác nhạc và lời cho các ca khúc riêng của mình, bao gồm "Em của ngày hôm qua" và hai ca khúc khác từng xuất hiện trên bảng xếp hạng của chương trình. Nhưng sau đó anh đã khẳng định rằng mình không đạo nhạc mà chỉ "được lấy cảm hứng từ [nhạc nền] nước ngoài," cũng như cho rằng đó là cách làm quen thuộc của mình và là xu hướng sáng tác hiện tại của nhiều người.
Ngày 14 tháng 6 năm 2014, ban tổ chức của Bài hát yêu thích đã quyết định loại bỏ "Em của ngày hôm qua" và hai ca khúc khác của Sơn Tùng M-TP ra khỏi bảng xếp hạng vì đã vi phạm khi sử dụng bản phối không xin phép, không rõ nguồn gốc và tên tác giả. Tuy nhiên, ban tổ chức đã không thu hồi hai giải Bài hát yêu thích mà Sơn Tùng M-TP đã nhận.

## Video âm nhạc

Bốn hình tượng khác nhau của Sơn Tùng M-TP trong video âm nhạc cho "Em của ngày hôm qua."

Video âm nhạc của ca khúc được đạo diễn Danny Đỗ chỉ đạo và ghi hình tại hộp đêm ACE và khách sạn Anh & Em. Quang Đăng, vũ công giành hạng ba mùa đầu tiên của chương trình Thử Thách Cùng Bước Nhảy chịu trách nhiệm biên đạo cho video. Khi trailer cho video "Em của ngày hôm qua" vừa hoàn tất, Sơn Tùng M-TP đã tự ý đăng tải đoạn phim mà không có sự đồng ý của công ty quản lý. Tuy nhiên, trailer của video vẫn được phát hành chính thức vào ngày 25 tháng 12 năm 2013 trên Zing MP3.
Sau 9 tháng đăng tải, video đã thu hút 40 triệu lượt xem trên YouTube.
Tuy nhiên, ngày 9 tháng 9 năm 2014, video của ca khúc đã bị đạo diễn Danny Đỗ gỡ bỏ khỏi YouTube.

## Trình diễn trực tiếp
Vào ngày 9 tháng 2 năm 2014, Sơn Tùng M-TP đã trình diễn trực tiếp bài hát lần đầu tiên tại chương trình Bài hát yêu thích tại Cung Văn hóa Hữu nghị Hà Nội. Anh đã tiếp tục trình diễn bài hát tại buổi công bố kết quả top 3 chương trình Vietnam Idol: Thần tượng Âm nhạc Việt Nam ngày 2 tháng 3. Ca khúc được tiếp tục xuất hiện trên sân khấu Lan Anh trong khuôn khổ của chương trình Âm nhạc & Bước Nhảy vào ngày 8 tháng 3, phát sóng trực tiếp trên kênh VTV9, VTV Phú Yên và Đài Phát thanh Truyền hình Lâm Đồng. Tại buổi gặp gỡ người hâm mộ của ca sĩ Hoàng Tôn ở thành phố Hồ Chí Minh ngày 23 tháng 3, Sơn Tùng M-TP đã cùng Hoàng Tôn song ca bài hát "Cơn mưa ngang qua" và trình diễn riêng "Em của ngày hôm qua" tại buổi tiệc.
"Em của ngày hôm qua" tiếp tục được Sơn Tùng M-TP biểu diễn tại Thần tượng âm nhạc Việt Nam 2023 bằng bản phối gốc, màn biểu diễn được dàn dựng cùng phong cách và gợi nhớ đến màn trình diễn năm 2013.

## Các phiên bản khác
"Em của ngày hôm qua" đã trở thành "cơn sốt" thu hút nhiều bản cover và nhái lại, trong đó, ca khúc đã được trình diễn lại bằng nhiều nhạc cụ khác nhau bao gồm độc tấu guitar, trống, đàn tranh, beatbox, pen tapping (gõ bút bi), nồi, xoong, chảo."

### Các phiên bản cover
Ngày 25 tháng 3 năm 2014, Hòa Minzy và Bảo Kun đã cùng song ca bài hát tại buổi diễn trực tiếp thứ hai của cuộc thi tài năng Star Academy Vietnam: Học viện ngôi sao.
Ngày 25 tháng 5, Trong vòng Tranh đấu đầu tiên của chương trình The X Factor Việt Nam: Nhân tố bí ẩn năm 2014 phát sóng, nhóm It's Time đã làm mới ca khúc bằng việc phối bè cùng piano và một chiếc loa điện tử.
Ngày 6 tháng 6 trong phim Lớp Học Vui Nhộn được trình chiếu trên Yeah1 TV, "lớp phó văn thể mỹ" của chương trình, ca sĩ Thanh Duy đã dạy cả lớp phiên bản vọng cổ của bài hát.

### Các phiên bản trình diễn lại
Ngày 31 tháng 5, Trong đêm diễn thứ 10 của chương trình Gương mặt thân quen năm 2014, ca sĩ Hoài Lâm đã hóa trang thành Sơn Tùng M-TP và bắt chước màn trình diễn của anh tại buổi công bố kết quả tốp 3 chương trình Vietnam Idol: Thần tượng Âm nhạc Việt Nam. Tiết mục của anh đã giành được giải 100 triệu của đêm thi này, cùng lời khen ngợi từ nữ ca sĩ Mỹ Linh: "Tôi thật sự khen em vì em hát [trực tiếp] còn hay hơn cả Sơn Tùng".

## Phiên bản "You of Yesterday"
Phiên bản remix của bài hát được đặt tên là "You of Yesterday" đã được Sơn Tùng M-TP ra mắt độc lập vào năm 2018. Phiên bản này phần lớn có lời bài hát bằng tiếng Anh.

## Danh sách bài hát
- Đĩa đơn phát hành trực tuyến

1. "Em của ngày hôm qua" — 3:52
2. "Nắng ấm xa dần" — 3:10
3. "Em của ngày hôm qua" (Nhạc nền) — 3:25
4. "Nắng ấm xa dần" (Nhạc nền) — 3:10